# HMS Hero (1759)
HMS Hero (1759) — 74-пушечный линейный корабль 3 ранга Королевского флота, впоследствии Rochester. Первый корабль Его величества, названный Hero (герой). Единственный, построенный по этому чертежу.

## Постройка
Заказан 25 мая 1756 года. Проект Слейда, несколько увеличенный Dublin, с более полными обводами в подводной части, был одобрен 7 июля. Название присвоено 16 июля. Заложен в августе 1756 года на королевской верфи в Плимуте. Спущен на воду 28 марта 1759 года. Достроен 5 мая 1759 года там же.

## Служба
Участвовал в Семилетней войне.
1759 — вступил в строй в феврале, капитан Джордж Эджкомб (англ. George Edgecumbe); май, с флотом Харди; позже с флотом Хока; 20 ноября был при Кибероне.
1760 — капитан Томас(?) Эджкомб (англ. Thomas Edgecumbe); с флотом Боскавена; позже временный капитан Уильям Фортескью (англ. William Fortescue), с флотом Хока; 24 ноября взял корсар La Fortune.
1761 — капитан Фортескью; 2 апреля совместно с HMS Venus взял французский 64-пушечный ост-индский корабль Bertin; направлен на усиление Кеппелю к о. Бель-Иль и Бресту.
1762 — июнь, капитан Самуэль Баррингтон; летом с флотом Хока; осенью с флотом Харди в блокаде Брестского рейда; сентябрь, флагман адмирала Чарльза Харди; 25 декабря выведен в резерв и рассчитан.
1763 — возвращен в строй в октябре, капитан Пол Урри (англ. Paul Ourry); ноябрь-декабрь, переделан в брандвахту в Плимуте.
1767 — капитан Уильям Хотэм.
1769 — январь-февраль, оснащен для перевозки войск.
1770 — капитан Николас Винсент (англ. Nicholas Vincent), в той же роли.
1771 — май, выведен в резерв и рассчитан.
Участвовал в Американской революционной войне.
1776 — июнь, большой ремонт в Плимуте по декабрь 1780 года.
1781 — капитан Джеймс Хокер (англ. James Hawker); вошел в эскадру Джонстона; 16 апреля был при Порто-Прайя; июль, капитан Чарльз Вуд (англ. Charles Wood).
1782 — 9 февраля с эскадрой Хьюза, Ост-Индия; 17 февраля был при Садрасе; 12 апреля был при Провидиене; 6 июля был при Негапатаме; позже капитан Чарльз Хьюз (англ. Charles Hughes), под брейд-вымпелом капитана Ричарда Кинга (англ. Richard King), затем капитан Генри Ньюкомб (англ. Henry Newcombe); 3 сентября был при Тринкомали.
1783 — капитан Теофилус Джонс (англ. Theophilus Jones), по-прежнему под брейд-вымпелом Кинга; 20 июня был при Куддалоре; затем ушел в Англию.
1784 — июнь, капитан Кинг спустил свой брейд-вымпел, корабль выведен в резерв и рассчитан; июль, подготовлен в отстой, затем переделан в плавучую казарму для новобранцев.
1787 — возвращен в строй в октябре, капитан Томас Прингл (англ. Thomas Pringle); плавучая казарма в Чатеме.
1788 — апрель, выведен в резерв.
Во время Французских революционных и Наполеоновских войн на рейдовой службе.
1792 — возвращен в строй в декабре, затем плавучая тюрьма в реке Медвей.
1793 — июнь, лейтенант Джон Томпсон (англ. John Thompson).
1800 — 15 августа переименован в Rochester.
1802 — октябрь, в отстое.
1806 — август, снова плавучая тюрьма, лейтенант Мэтью Альт (англ. Mattew Alt).
1809 — лейтенант Джон Спаркс (англ. John Sparkes).
1810 — июль, разобран в Чатеме.